# Tetra Pak
Tetra Pak International er en schweizisk producent af fødevareemballage. I 1951 blev Åkerlund & Rausing opkøbt. Virksomheden blev grundlagt af Erik Wallenberg og Ruben Rausing og havde hovedkvarter i Lund, Sverige. Siden 1993 har Tetra Pak været et datterselskab til Tetra Laval.
I 2022 havde de 25.309 ansatte og omsatte for 11,865 mia. euro.